# Tiến lên, Jets!
Tiến lên, Jets! (チア☆ダン～女子高生がチアダンスで全米制覇しちゃったホントの話～ Chia☆Dan ~Joshi Kosei ga Chia Dansu de Zenbei Seiha Shichatta Honto no Hanashi~) là phim điện ảnh Nhật Bản về tuổi trẻ do Kawai Hayato làm đạo diễn, dựa trên câu chuyện có thật về đội cổ vũ của trường cao trung Fukui Chou với thành tích vô địch tại Vòng chung kết cổ động thế giới tổ chức tại Hoa Kỳ.. Phim được công chiếu tại Việt Nam từ ngày 16 tháng 6 năm 2017.

## Cốt truyện
Trong năm đầu tiên của trung học, các cô gái vốn được xem là nhà quê, tỉnh lẻ trong trường học ở tỉnh Fukui tham gia một câu lạc bộ nhảy cổ động ở trường. Họ chẳng ước mơ gì hơn là có thêm một trải nghiệm đẹp của tuổi trẻ. Thế nhưng dưới sự dẫn đường của cô giáo Saotome, với biệt danh là "âm phủ", các cô gái bé nhỏ không chỉ tập luyện để hướng đến mục tiêu hạng nhất của tỉnh nữa, mà còn xa hơn, vươn tới chức vô địch ở giải thế giới được tổ chức ở Hoa Kỳ.

## Diễn viên
- Hirose Suzu trong vai Tomonaga Hikari
- Nakajo Ayami trong vai Tamaki Ayano
- Yamazaki Hirona trong vai Kito Yui
- Tomita Miu trong vai Azuma Taeko
- Fukuhara Haruka trong vai Nagai Ayumi
- Mackenyu trong vai Yamashita Kosuke
- Amami Yuki trong vai Saotome Kaoruko
- Yanagi Yurina trong vai Murakami Reika

## Quá trình sản xuất
Bộ phim được dựa vào câu chuyện có thật vào năm 2009, khi câu lạc bộ Jets thuộc trường trung học ở tỉnh lẻ của Nhật Bản lần đầu tiên dành chức vô địch giải cổ động tại Mỹ. Đây được xem là một thành tích đáng nể, và gây tiếng vang khắp khu vực Châu Á trong các câu lạc bộ cổ động. Jets được dẫn dắt bởi giáo viên Yuko Igarashi - 48 tuổi, cô cũng là người đồng sáng lập. “Jets là minh chứng mọi người đều có thể thay đổi và biến ước mơ thành sự thật” Yuko Igarashi chia sẻ.
Một số phân cảnh của phim được quay trực tiếp tại trường đại học San Diego, California, Hoa Kỳ trong tháng 6 năm 2016.

## Đón nhận

### Doanh thu
Phim đạt doanh thu 1,7 triệu đô la Mỹ trong tuần đầu tiên công chiếu tại Nhật Bản.

### Đánh giá
Trên trang thông tin của báo Tuổi Trẻ, nhà phê bình Lê Minh cho rằng "Điều Let’s go, Jets! đã làm được là kể một câu chuyện trải dài trong nhiều năm trong hai tiếng đồng hồ với nhiều chi tiết được xử lý tinh tế và giàu cảm xúc."
Trên trang đánh giá phim Moveek, nhà phê bình cho rằng "Tiến lên, Jets! không chỉ mang đến cho người xem bầu không khí học đường Nhật Bản, mà còn giúp người xem một lần nữa phải ngưỡng mộ tinh thần của người Nhật."